# Khi anh chạy về phía em
Khi anh chạy về phía em (tiếng Trung: 当我飞奔向你; bính âm: Dāng wǒ fēi bēn xiàng nǐ) là một TV-series trực tuyến thuộc thể loại hài kịch lãng mạn, học đường, tuổi mới lớn sản xuất năm 2023 bởi đạo diễn Miêu Đích Thụ. Các sự kiện trong phim được chuyển thể từ nội dung của tiểu thuyết Cô Ấy Bệnh Không Hề Nhẹ (她病的不轻) của tác giả Trúc Dĩ. Các nhân vật chính trong phim được thủ vai bởi các diễn viên Chu Dực Nhiên (周翊然) và Trương Miểu Di (张淼怡). Phim được phát trực tuyến trên nền tảng kĩ thuật số Youku từ ngày 13 đến ngày 29 tháng 6, 2023.
Bộ phim đã nhận được những đánh giá tích cực từ các nhà phê bình lẫn khán giả và đạt được thành công vang dội ở Trung Quốc cũng như trên thị trường toàn cầu ở nền tảng Netflix.

## Sơ lược nội dung
Vào đầu mùa thu năm 2012, trường cấp 3 Giang Nghi chào đón một học sinh chuyển trường vui vẻ tên là Tô Tại Tại (Trương Miểu Di). Vào ngày đầu tiên đến trường, Tô Tại Tại gặp Trương Lục Nhượng (Chu Dực Nhiên), lạnh lùng và xa cách nhưng cô đã yêu anh ta ngay từ cái nhìn đầu tiên. Đằng sau thành tích học tập có vẻ xuất sắc và xuất thân gia đình giàu có của Trương Lục Nhương, anh lại là một người "thiếu tự tin", bên trong anh không ngừng nghi ngờ về bản thân mình. Trương Lục Nhương thường xuyên bị mẹ so sánh cậu em trai thiên tài Trương Lục Lễ của mình. Hơn chục năm nay, Trương Lục Nhương giống như đang sống trong một lớp cô lập dày kín. Anh sống nội tâm và ít nói. Dù có vẻ điềm tĩnh và lịch sự nhưng lại giữ khoảng cách với mọi người. Tuy nhiên, cuộc sống của Trương Lục Nhương thay đổi khi anh gặp Tô Tại Tại, sôi nổi và yêu đời, cô đã kéo anh với những người bạn cũ và mới: Cố Nhiên, Quan Phương, và bạn thân nhất của cô, Khương Giai. Họ giúp anh ấy tìm được ý nghĩa của bản thân và anh ấy dần dần bắt đầu nhận ra phải nắm bắt lấy cuộc đời của chính mình. Trương Lục Nhương và Tô Tại Tại nỗ lực hướng tới mục tiêu của mình đồng thời hỗ trợ lẫn nhau, đó là lúc tình yêu bắt đầu nảy nở trong nhóm bạn của họ.

## Nhân vật

### Nhân vật chính
- Chu Dực Nhiên (周翊然) trong vai Trương Lục Nhượng (张陆让)

Một học sinh trung học lạnh lùng và xa cách chuyển đến từ trường trung học Tô Dương 1. Anh sống với chú của mình trong thời gian ở Giang Nghi.
- Trương Miểu Di (张淼怡) trong vai Tô Tại Tại (苏在在)

Một cô học sinh trung học ấm áp và vui vẻ, hòa đồng với mọi người.

### Nhân vật phụ
- Biên Thiên Dương (邊天揚) trong vai Cố Nhiên (顾然)

Là người bạn thân cận nhất với Trương Lục Nhượng. Sau này, Cố Nhiên dần phát triển tình cảm sâu đậm với Khương Giai.
- Khương Chi Nam (姜之南) trong vai Khương Giai (姜佳)

Cô nàng thân thiết của Tô Tại Tại, cô sau cùng yêu say đắm Cố Nhiên.
- Quách Triết (郭喆) trong vai Quan Phóng (关放)

Một người học sinh trong nhóm bạn của Tô Tại Tại.
- Phùng Tường Côn (冯祥琨) trong vai Thẩm Khiêm Vũ (沈谦宇)

Một người anh tiền bối đầy cuốn hút của trường trung học Giang Nghi, từng là người mà Khương Giai hằng theo đuổi.
- Tạ Hưng Dương (谢兴阳) trong vai Tạ Lâm Nam (谢林楠)

Đàn anh của Tô Tại Tại, người đã nảy sinh tình cảm với cô.
- Cao Văn Phong (高文峰) trong vai Lâm Mậu (林茂)

Là giáo viên dạy toán của trường Giang Nghi và cũng là người bác của Trương Lục Nhượng.
- Vương Giai Tuyền (王佳璇) trong vai Trương Lục Lễ (张陆礼)

Em trai của Trương Lục Nhượng.
- Trương Lỗi (张磊) trong vai Tô Kiến Hoa

Cha của Tô Tại Tại.
- Trần Tư Tư (陈思斯) trong vai Châu Hiểu Lị

Mẹ của Tô Tại Tại.
- Hác Văn Đình ( 郝文婷) trong vai Lâm Vân

Mẹ của Trương Lục Nhượng.
- Vương Mộc Huyên (王沐暄) as Chu Diệu
- Ninh Tử (宁子) as Trương Yên

Giáo viên
- Ngô Hủ Hủ (吴栩栩) trong vai Bà Quan
- Triệu Nham Tùng (赵岩松) trong vai Cố Yên Phong (Cha của Cố Nhiên)
- Quách Tiếu Thiên (郭笑天) trong vai Hứa Kỳ
- Trương Tử Manh (张子萌) trong vai Diệp Chân Hân
- Trương Tân Đồng (张新童) trong vai Hạ Ninh
- Tào Đan Ni (曹丹妮) trong vai Đặng Tần
- Liễu Bỉnh Lộ (柳丙璐) trong vai Phù Dao
- Lý Diệu Diệu (李瑶瑶) trong vai Hề Du
- Vương Dục Lâm (王煜霖) trong vai Wang Nan ("Nam Thần"/"Soái Ca")
- Dương Quân Bách (杨均柏) trong vai Phụ thân Trương
- Trung Hiên Khải (钟轩凯) trong vai Trình Vi
- Từ Anh Lạc (徐樱洛) trong vai Trương Tiểu Tiểu
- Quách Tử Hân (郭子歆) trong vai Tiểu Kai
- Thường Hải Ba (常海波) trong vai Trường Hoa
- Đường Thư Á (唐书亚) trong vai Lý En Lin
- Vương Y Diễm (王漪淼) trong vai Wang Bei Bei
- Ngô Nhậm Viễn (吴任远) trong vai Phụ thân Giang Gia
- Chẩm Nhã Thư (湛雅书) trong vai Trần Bình
- Trương Bác (张博) trong vai Yu Xuan
- Vương Khang (王康) trong vai Nam Thắng
- Hứa Huệ Cường (许慧强) trong vai Hạo Chân
- Chính Gia Minh (郑佳明) trong vai Thiên Hụy
- Trương Hạo Nam (张昊楠) trong vai Châu Hụy
- Vương Đức Phong (王德枫) trong vai Giảng viên Phương
- Đinh Bác (丁博) trong vai Trần Văn
- Lãi Vĩ Minh (赖伟明) trong vai Văn Lãng
- Trương Tử Kiện (张子健) trong vai Giảng viên hội thảo Tâm lý

## Âm nhạc
| STT | Nhan đề                                              | Phổ lời                 | Phổ nhạc                                     | Singer                                       | Thời lượng |
| --- | ---------------------------------------------------- | ----------------------- | -------------------------------------------- | -------------------------------------------- | ---------- |
| 1.  | "Khi Em Chạy Về Phía Anh (当我奔向你)" (nhạc mở đầu) | Lâm Chân Dương (林晨阳) | Lâm Chân Dương (林晨阳)                      | Lâm Chân Dương (林晨阳)                      | 3:26       |
| 2.  | "Em Nghĩ Em Sẽ (我想我会)" (nhạc kết)                | PureLy27                | PureLy27                                     | Doãn Lộ Hy (尹露浠)                          | 3:56       |
| 3.  | "Mùa Hè Dịu Dàng (轻轻的夏天)"                       | Lâm Chân Dương (林晨阳) | Lâm Chân Dương (林晨阳)                      | Doãn Lộ Hy (尹露浠)                          | 1:24       |
| 4.  | "Anh Có Muốn Đi Dạo Cùng Với Em Không"               | PureLy27                | PureLy27                                     | Doãn Lộ Hy (尹露浠)                          | 4:28       |
| 5.  | "Khi Anh Chạy Về Phía Em (I Do) (当我走向你 (I Do))" | Doãn Lộ Hy (杨默依)     | - Đô Chí Văn (都智文) - Dương Mặc Y (杨默依) | Dương Mặc Y (杨默依)                         | 3:30       |
| 6.  | "Nhắn Gửi Ngày Tốt Nghiệp (毕业留言)"                | Mạnh Văn Minh (孟凡明)  |                                              | Mạnh Văn Minh (孟凡明)                       | 2:47       |
| 7.  | "Mùa hè của Peppa (佩奇的夏天)"                      |                         |                                              | Lớp Diễn Tấu Các Lầu (阁楼演奏班)            | 4:26       |
| 8.  | "Đi Cùng Anh (与你共赴)"                             |                         |                                              | Khấn Mỹ Vị (很美味)                          | 3:31       |
| 9.  | "Gặp Gỡ Bầu Trời Xanh (遇见克莱因蓝)"                |                         |                                              | Chương Hy Mộng (章熙梦)                      | 3:16       |
| 10. | "Before"                                             |                         |                                              | - Lý Học Sĩ (李学仕) - Chu Ngạn Yên (朱彦安) | 3:03       |